# 宮川柳川
宮川 柳川（みやがわ りゅうせん、生没年不詳）とは、江戸時代の浮世絵師。

## 来歴
師系・経歴不明。宮川を名乗ることから宮川派の絵師だろうともいわれるが定かではない。作に、竹に鶏とひよこを描いた天明9年（1789年、酉の年）の絵暦があり、木山千重はこれを「相当に上手」と評し、また森村義行の所蔵と伝える。